# Conseil national du Mouvement
Pour les articles homonymes, voir Conseil national.
Le Conseil national du Mouvement ou Conseil national du Movimiento (en espagnol : Consejo Nacional del Movimiento) est une institution collégiale de la dictature franquiste, subordonnée au chef de l'État. Créé à l'origine sous le nom de Conseil national de FET y de las JONS, il disparaît en 1977, quelques mois après la mort du général et dictateur Francisco Franco, dans le cadre de la transition démocratique espagnole.
Sa structure interne s'inspira fortement du Grand Conseil du fascisme et du Conseil national du Parti national fasciste italiens . Ses membres, les « conseillers » (consejeros), dont le nombre n'excédait pas 50, furent nommés pour la première fois par Franco en 1937, intégrant toutes les forces politiques intervenues dans la tentative de coup d'État de juillet 1936 qui déclencha la guerre civile, et qui avaient été unifiées par un décret d'avril 1937 dans l'organisation baptisée Falanje Española Tradicionalista y de las JONS (FET y de las JONS). Il se réunit pour la première fois en décembre 1937 au monastère de Las Huelgas de Burgos, où Franco avait son quartier général. Une fois la guerre terminée, il se réunit dans l'ancien Palais du Sénat de Madrid.
Comme les Cortes franquistes, le Conseil national fut dissous peu avant les élections de 1977.